# セフスロジン
セフスロジン（英：Cefsulodin）は緑膿菌に有効な第三世代のセファロスポリン系抗生物質で、1977年に武田薬品工業によって発見された。
TAP Pharmaceuticalsは1985年当時、Cefonomil という商品名でFDAに新薬承認の申請中だった。
セフスロジンは、エルシニア属の選択培地であるセフスロジン・イルガサン・ノボビオシン寒天培地で最も一般的に使用される 。この培地は、水や飲料の検査に最もよく使用される。

## 感受性データ
以下に緑膿菌株のMIC感受性データは以下の通り:
- Pseudomonas aeruginosa PA13 (耐性株): 32 μg/ml
- Pseudomonas aeruginosa (野生型, 感受性株): 4 - 8 μg/ml